# Nuoto ai Giochi della IV Olimpiade - Staffetta 4x200 metri stile libero
La gara della Staffetta 4x200 metri stile libero dei Giochi della IV Olimpiade si è svolta il 24 luglio 1908 allo Stadio di White City di Londra.

## Risultati

### Batterie
Si disputarono 3 serie. I vincitori più il miglior tempo furono ammessi alla finale.
| Pos. | Atleta                                                              | Nazione     | Tempo   |
| ---- | ------------------------------------------------------------------- | ----------- | ------- |
| 1    | Frank Beaurepaire Frank Springfield Snowy Baker Theodore Tartakover | Australasia | 11'35"0 |
| 2    | Poul Holm Harald Klem Ludvig Dam Hjalmar Saxtorph                   | Danimarca   | 12'35"0 |

| Pos. | Atleta                                                         | Nazione       | Tempo   |
| ---- | -------------------------------------------------------------- | ------------- | ------- |
| 1    | Rob Derbyshire Paul Radmilovic William Foster Henry Taylor     | Gran Bretagna | 10'53"4 |
| 2    | Harry Hebner Budd Goodwin Charlie Daniels Leslie Rich          | Stati Uniti   | 11'01"4 |
| 3    | Gustaf Wretman Gunnar Wennerström Harald Julin Adolf Andersson | Svezia        | ND      |

| Pos. | Atleta                                                | Nazione  | Tempo |
| ---- | ----------------------------------------------------- | -------- | ----- |
| 1    | József Munk Imre Zachár Béla Las-Torres Zoltán Halmay | Ungheria | [ 1 ] |

### Finale
| Pos.    | Atleta                                                              | Nazione       | Tempo   |
| ------- | ------------------------------------------------------------------- | ------------- | ------- |
| Oro     | Rob Derbyshire Paul Radmilovic William Foster Henry Taylor          | Gran Bretagna | 10'55"6 |
| Argento | József Munk Imre Zachár Béla Las-Torres Zoltán Halmay               | Ungheria      | 10'59"0 |
| Bronzo  | Harry Hebner Budd Goodwin Charlie Daniels Leslie Rich               | Stati Uniti   | 11'02"8 |
| 4       | Frank Beaurepaire Frank Springfield Snowy Baker Theodore Tartakover | Australasia   | 11'14"0 |